# Hürther Rudergesellschaft

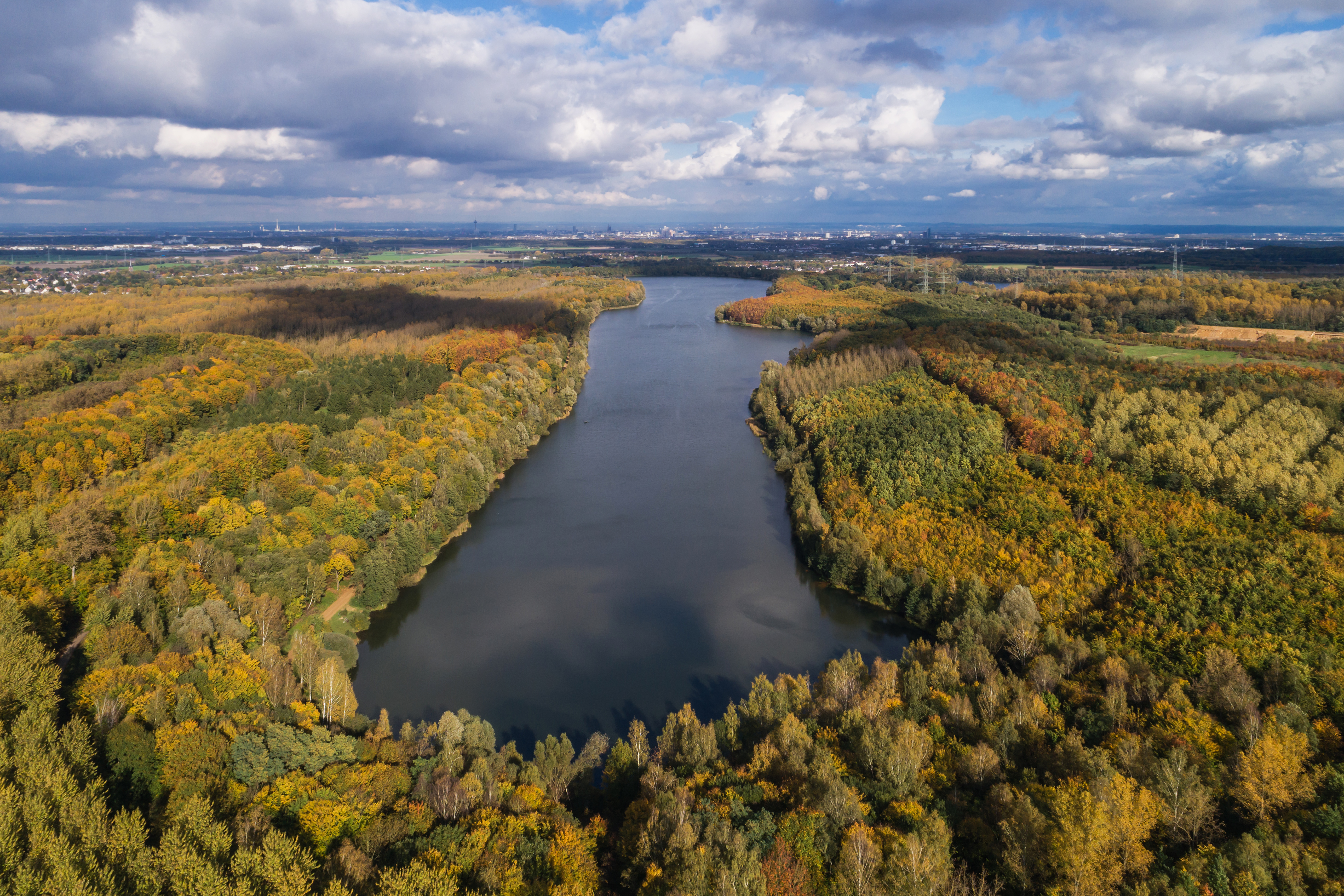
Otto-Maigler-See

Die Hürther Rudergesellschaft ist ein deutscher Ruderverein aus Hürth und sowohl im Breiten- als auch im Leistungssport aktiv.

## Geschichte
Nach dem Ende des Braunkohleabbaus im Osten des Rheinischen Reviers entstand auf dem Höhenzug der Ville zwischen den beiden Hürther Stadtteilen Burbach und Berrenrath aus einem Tagebaurestloch ab 1959 der heutige Otto-Maigler-See. Aufgrund seiner Länge von knapp über zwei Kilometern wurden bereits vor Fertigstellung der Rekultivierung aktive Ruderer aus dem Kölner Umland auf den Otto-Maigler-See aufmerksam, wodurch es 1979 zur Gründung der Hürther Rudergesellschaft sowie der Einrichtung einer Steganlage und eines ersten provisorischen Bootshauses am nahegelegenen Kloster Marienborn kam.
Bereits in den ersten Jahren nach ihrer Gründung zog die Hürther Rudergesellschaft rund einhundert aktive Mitglieder an, die mit größtenteils gestifteten Booten, Skulls und Riemen den zuerst nur breitensportlichen Ruderbetrieb möglich machten. 1981 veranstaltete die Hürther Rudergesellschaft erstmals das Vierundzwanzig-Stunden-Rudern und widmete sich zunehmend dem Rennrudern. 1987 folgte schließlich die Organisation der ersten eigenen Regatta auf dem Otto-Maigler-See. Das heutige Bootshaus am schmalen östlichen Ufer des Otto-Maigler-Sees wurde von Armin Heger entworfen und nach zwei Jahren Bauzeit 1992 fertiggestellt. Bis zur Einführung strenger Naturschutzauflagen wurden von der Hürther Rudergesellschaft auf dem Otto-Maigler-See von hier aus bis 1996 ganze 32 Regatten durchgeführt, darunter eine Hochschulmeisterschaft und mehrere nordrhein-westfälische Landesmeisterschaften.
Während zahlreiche andere Rudervereine im Kölner Umland aufgrund steigender Kosten und mangels passendem Trainingsgewässer ihre Aktivitäten im Leistungssport einstellen mussten, konnte die Hürther Rudergesellschaft aufgrund der optimalen Bedingungen auf dem Otto-Maigler-See ihr Engagement im Rennrudern fokussieren. Mehr als eintausend Siege bei sowohl nationalen als auch internationalen Regatten sind das Ergebnis. Die größten Erfolge erzielte zunächst Judith Obrocki 1999 als Juniorweltmeisterin im Einer und 2000 als Siegerin beim Nations-Cup mit ihrer Partnerin Monika Bauer im Doppelzweier. Bei den deutschen Meisterschaften holten Leistungsträger wie Achim Behrens, Sarah Knuth und Robin Ponte zahlreiche Medaillen. Zuletzt gelang Moritz Volkmuth und Gero Hensengerth 2018 der Sieg der deutschen Sprintmeisterschaften im Doppelzweier. Eva Paus gelang des Weiteren als Bugfrau im Achter zwischen 2006 und 2011 dreimal die Teilnahme an den Weltmeisterschaften. Seit 2011 nahmen ferner Ruderer der Hürther Rudergesellschaft mehrmals an der Ruder-Bundesliga teil.
Neben dem Rennrudern und der gezielten Förderung jugendlicher Leistungsträger widmet sich die Hürther Rudergesellschaft auch dem Wanderrudern und realisierte bereits Fahrten auf Flüssen und Seen in ganz Deutschland, Frankreich und den Niederlanden. Ein Höhepunkt war in diesem Zusammenhang 2000 die Teilnahme an der Vogalonga in Venedig. Darüber hinaus ist die Hürther Rudergesellschaft im Mastersrudern aktiv.